# بهشهر
بهشهر هي مدينة إيرانية تقع في محافظة مازندران.
يبلغ عدد سكانها 83,537 حسب احصاء عام 2006 م.

## أعلام
- علاء الدين سلطان العلماء الآملي
- علي أصغر بذري